# طلسم

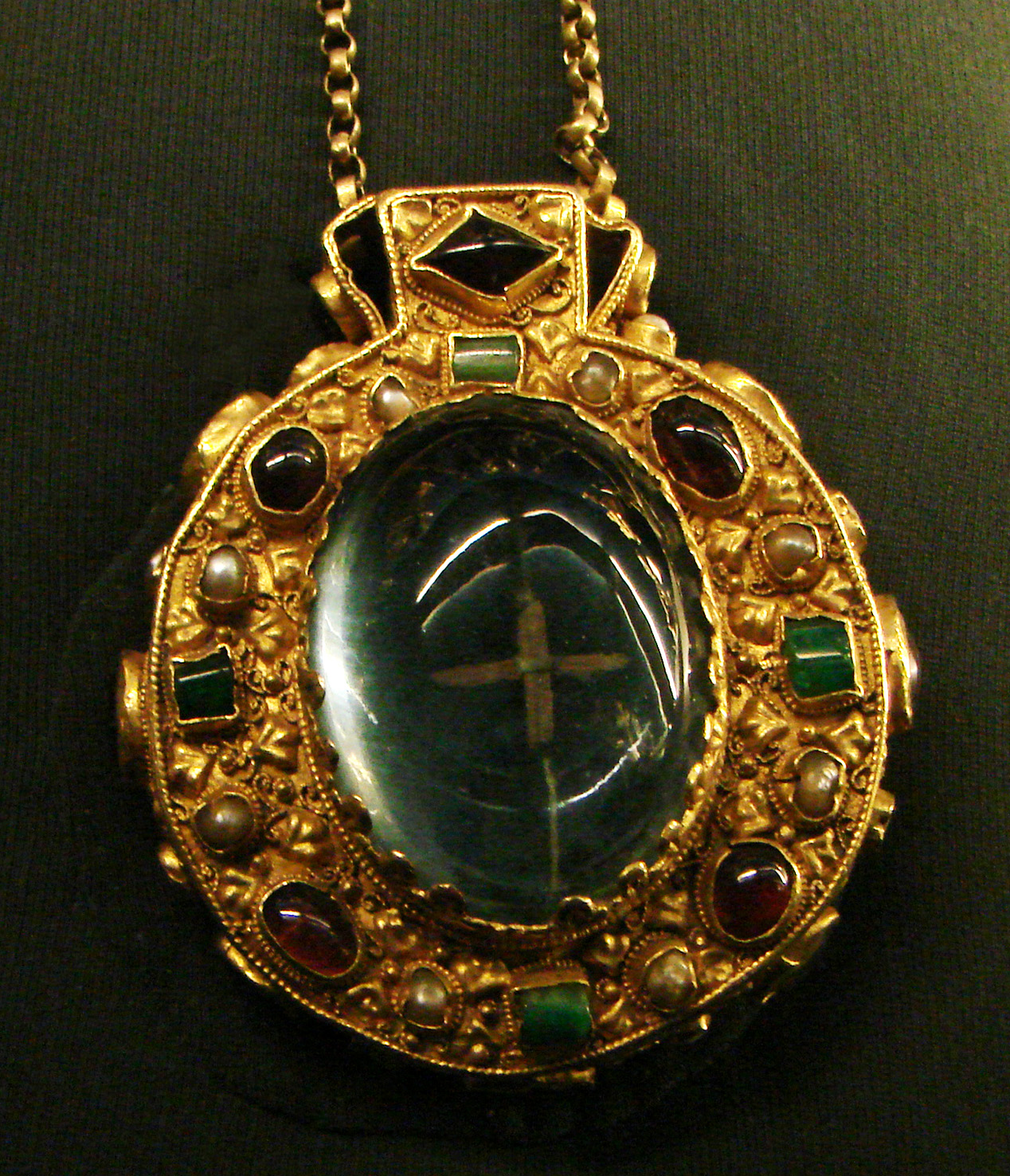
تم العثور على تعويذة شارلمان على جسده عند فتح قبره

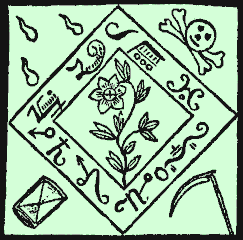
أحد طلاسم كتاب السحر غرايمور

طلسم وجمعها طلاسم (تسمى في اللاتينية amuletum ولفظها في اليونانية قريب للفظ العربي، ومن العربية انتقل اللفظ إلى اللغة الإنجليزية (talisman) هي خطوط وكتابات لا تحتوي على معنى واضح ومفهوم يستخدمها السحرة أو أتباع بعض المعتقدات وتكون تعويذة ما يُزعم أنها تدفع كل مؤذ و/أو تجلب الحظ السعيد. الطلاسم عادة تكون كتابة على ورق لكن أحياناً قد تشمل أحجار عليها نقوش أو رموز صلبة أو خرز وكذلك قد تشمل ما يسمى الحرز.

## تاريخ الطلاسم
وجدت الطلاسم لدى المشعوذين القدماء لدى المغارب : حضارات عديدة في الشرق الأوسط ومن بينها حضارات بلاد ما بين النهرين ومن ضمنهم السومريون والبابليين القدماء إضافة إلى الفراعنة والعرب في الجاهلية.

## الطلاسم والفلكلور
تدخل الطلاسم في تراث العديد من شعوب العالم حيث انها كانت موجودة لدى الفراعنة على شكل عين حورس إضافة إلى وجودها في فلكلور شعوب جنوب شرق آسيا والصين وأفريقيا.

## اقرأ أيضاً
- كتاب العزيف